# Ruffiac (Ar Mor-Bihan)
Ruffiac (en bretó Rufieg, gal·ló Rufia) és un municipi francès, situat a la regió de Bretanya, al departament d'Ar Mor-Bihan. L'any 2006 tenia 1.381 habitants. Es troba enmig dels eixos de carreteres Malestroit-Guer i Ploërmel-Redon.

## Demografia
| 1962                                       | 1968  | 1975  | 1982  | 1990  | 1999  |
| ------------------------------------------ | ----- | ----- | ----- | ----- | ----- |
| 1.395                                      | 1.479 | 1.482 | 1.428 | 1.374 | 1.311 |
| Des de 1962: població sense dobles comptes |       |       |       |       |       |

## Administració
| Període   | Identitat   | Partit |
| --------- | ----------- | ------ |
| 2001-2008 | Alain Jegat |        |
| 2008-     | Odile Lerat |        |